# Uroczyste zgromadzenie (mormonizm)

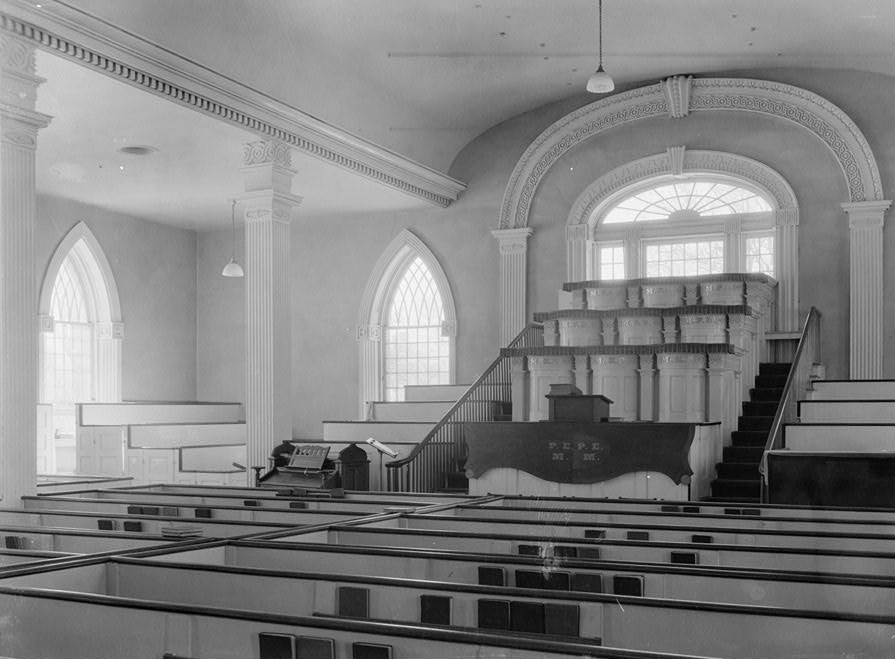
Wnętrze świątyni w Kirtland, miejsce pierwszego uroczystego zgromadzenia świętych w dniach ostatnich, w marcu 1836

Uroczyste zgromadzenie – w Kościele Jezusa Chrystusa Świętych w Dniach Ostatnich termin używany do określenia szczególnie istotnych zgromadzeń religijnych.
Mormońska teologia wywodzi ten zwyczaj ze Starego Testamentu. Przywołuje się przy jego analizie i interpretacji ustępy i wersety z Księgi Wyjścia, Księgi Powtórzonego Prawa oraz Księgi Kapłańskiej. Wskazuje się również, iż podczas poświęcenia Świątyni Jerozolimskiej podobnie zwołano uroczyste zgromadzenie, zgodnie z zapisem zawartym w siódmym rozdziale Drugiej Księgi Kronik. Osadzony jest również dodatkowo w Naukach i Przymierzach, innym tekście wchodzącym w skład kanonu pism świętych tej tradycji religijnej.
Ich występowanie w praktyce religijnej świętych w dniach ostatnich można zauważyć już w początkach mormońskiej historii. Joseph Smith, pierwszy prezydent Kościoła, zwołał uroczyste zgromadzenie 27 marca 1836, w niedawno ukończonej świątyni w Kirtland w stanie Ohio oraz położonym nieopodal świątyni budynku szkoły. Podczas tego spotkania wierni poparli Smitha oraz innych przywódców kościelnych w ich powołaniach, Smith zaś odmówił modlitwę na poświęcenie świątyni. Pozostali mężczyźni zaliczani do kierownictwa wspólnoty ofiarowali natomiast wzajemne pouczenia i złożyli swoje świadectwa.
Uroczyste zgromadzenia były i są zwoływane przez przywódców kościelnych przy różnych okazjach. Śmierć każdego prezydenta Kościoła powoduje konieczność wyrażenia poparcia dla jego następcy przez wiernych zgromadzonych właśnie w ten sposób. Uroczystości poświęcenia czy odnowienia świątyni są również częstym i istotnym przyczynkiem do zwołania uroczystego zgromadzenia. Bruce R. McConkie, członek Kworum Dwunastu Apostołów oraz specjalista w zakresie mormońskiej doktryny, zauważył, że mogą być one zwołane zgodnie z potrzebami, w zgodzie jednako z Bożym objawieniem i podszeptami Ducha Świętego. Są też jednocześnie aktami uroczystego wielbienia, podczas których wierni poprzez post, modlitwę i wiarę mogą zbliżyć się do Boga. W tym też sensie i znaczeniu mają wspierać członków Kościoła w wykonywaniu ich obowiązków oraz zapewniać niezbędne im pouczenia. W przypadku mężczyzn wierni zapraszani na takowe spotkania są zwykle posiadaczami kapłaństwa.